# 趙姫 (孫呉)
趙姫（ちょうき、? - 243年）は、中国三国時代の女性歴史家。呉の宮廷女官。虞韙の妻。虞貞節とも呼ばれる。豫州潁川郡の趙氏の娘である。孫権の妃で趙達の妹（趙夫人）とは別人。

## 経歴
『世説新語』および注に引く列女伝に記載がある。
聡明で、博識で文才があった。才女として知られる。桐郷郡の県令の虞韙（東郡の出身）と結婚し、娘を産んだ。娘が嫁ぐ時「良い事をすることなかれ！」と戒めた。娘が「良いことが駄目なら、悪いことはどうですか？」と問うと「良い事ですら駄目なのに、悪いことはなおさら駄目です」と答えたという。
夫が亡くなると孫権はその文才を敬服し、官庁に招かれ、趙姫と呼ばれた。その後、『後漢書』皇后紀および劉向の『列女伝』注解書である著書『趙母注』を書いた。字数は数十万字に及んだ。
嘉禾3年（234年）、孫権は激怒して遼東公孫淵への遠征を計画したが、趙姫は上疏してこれを諌めた。
赤烏6年（243年）に死去した。